# Hötensleben
Hötensleben là một đô thị ở huyện Börde thuộc bang Sachsen-Anhalt, nước Đức. Đô thị Hötensleben có diện tích 36,09 km², dân số thời điểm ngày 31 tháng 12 năm 2006 là 2650 người.